# Зелёный Бор (Акмолинская область)
Зелёный Бор (каз. Зелёный Бор) — село в Бурабайском районе Акмолинской области Казахстана. Административный центр Зеленоборского сельского округа. Код КАТО — 117049100.

## География
Село расположено в северной части района, на расстоянии примерно 22 километров (по прямой) к северу от административного центра района — города Щучинск.
Абсолютная высота — 328 метров над уровнем моря.
Климат холодно-умеренный, с хорошей влажностью. Среднегодовая температура воздуха положительная и составляет около +3,0°С. Среднемесячная температура воздуха в июле достигает +18,7°С. Среднемесячная температура января составляет около -14,8°С. Среднегодовое количество осадков составляет около 470 мм. Основная часть осадков выпадает в период с мая по август.
Ближайшие населённые пункты: село Молбаза — на юго-западе, село Кумызынай — на северо-востоке.

## История[4]
Село было основано в 1964 году корейцем Цой Николаем Петровичем, посланным для создания населённого пункта который должен был кормить, снабжать курортную зону Боровое — свежими овощами, мясом, яйцом.

## Население
В 1989 году население села составляло 3350 человек (из них русские — 50%).
В 1999 году население села составляло 3554 человека (1710 мужчин и 1844 женщины). По данным переписи 2009 года в селе проживало 2670 человек (1229 мужчин и 1441 женщина).
| Численность населения | Численность населения | Численность населения |
| 1989                  | 1999                  | 2009                  |
| --------------------- | --------------------- | --------------------- |
| 3350                  | ↗3554                 | ↘2670                 |

## Улицы[7]
| - микрорайон 1 - микрорайон 2 - микрорайон Подхоз - переулок Целинная - ул. Березовая - ул. Гагарина - ул. Горная - ул. Достык - ул. Казахстанская - ул. Лесная | - ул. Маншука Маметовой - ул. Мерей - ул. Мира - ул. Музыкальная школа - ул. Пролетарская - ул. Просторная - ул. Рабочая - ул. Садовая - ул. Сакена Сейфуллина - ул. Солнечная | - ул. Степная - ул. Строительная - ул. Терешковой - ул. Фабричная - ул. Цоя - ул. Шанырак - ул. Школьная - ул. Шокана Уалиханова - ул. Карагайлы |